# Swingin’ Down Yonder
Swingin' Down Yonder – drugi studyjny album muzyczny piosenkarza Deana Martina nagrany dla Capitol Records na trzech sesjach: 30 września i 7 października 1954 oraz 4 lutego 1955, wydany 1 sierpnia 1955 roku. Na albumie tym umieszczono utwory o tematyce i stylu charakterystycznym dla południowej części Stanów Zjednoczonych. Kilka z piosenek tego albumu zostało wykonanych także przez Binga Crosby'ego, na przykład na jego albumie A Southern Memoir z 1975 roku. 

## Utwory

### Strona A
| Tytuł                            | Data nagrania       | Długość |
| -------------------------------- | ------------------- | ------- |
| Carolina Moon                    | 30 września 1954    | 2:35    |
| Waiting for the Robert E. Lee    | 7 października 1954 | 2:19    |
| When It's Sleepy Time Down South | 30 września 1954    | 2:52    |
| Mississippi Mud                  | 30 września 1954    | 3:08    |
| Alabamy Bound                    | 4 lutego 1955       | 1:45    |
| Dinah                            | 4 lutego 1955       | 2:21    |

### Strona B
| Tytuł                                     | Data nagrania       | Długość |
| ----------------------------------------- | ------------------- | ------- |
| Carolina in the Morning                   | 7 października 1954 | 2:17    |
| Way Down Yonder in New Orleans            | 30 września 1954    | 2:21    |
| Georgia on My Mind                        | 7 października 1954 | 3:03    |
| Just a Little Bit South of North Carolina | 7 października 1954 | 2:07    |
| Basin Street Blues                        | 4 lutego 1955       | 2:23    |
| Is It True What They Say About Dixie?     | 4 lutego 1955       | 2:29    |